# Deltavjatia
 verwees naar de 
Deltavjatia is een geslacht van uitgestorven pareiasauromorfe procolophonoïden uit het Tatarien van het Perm.

## Naamgeving
In 1933 benoemde Hartman-Weinberg een Pareiasuchus vjatkensis. De soortaanduiding verwees naar de rivier de Vjatka. In 1940 hernoemde Jefremow dit tot een Pareiasaurus vjatkensis. In 1987 maakte Lebedew het de typesoort van een nieuw geslacht Deltavjatia. De geslachtsnaam verwijst naar de driehoekige vorm van de kop, lijkende op de Griekse letter delta en verbindt dit weer met een verwijzing naar de rivier.
Het holotype is PIN 2212/1, een schedel en onderkaak, gevonden in de Urpalovformatie in Kotelnich. Aan de soort werden later nog eens zeven schedels toegewezen, alsmede postcrania.

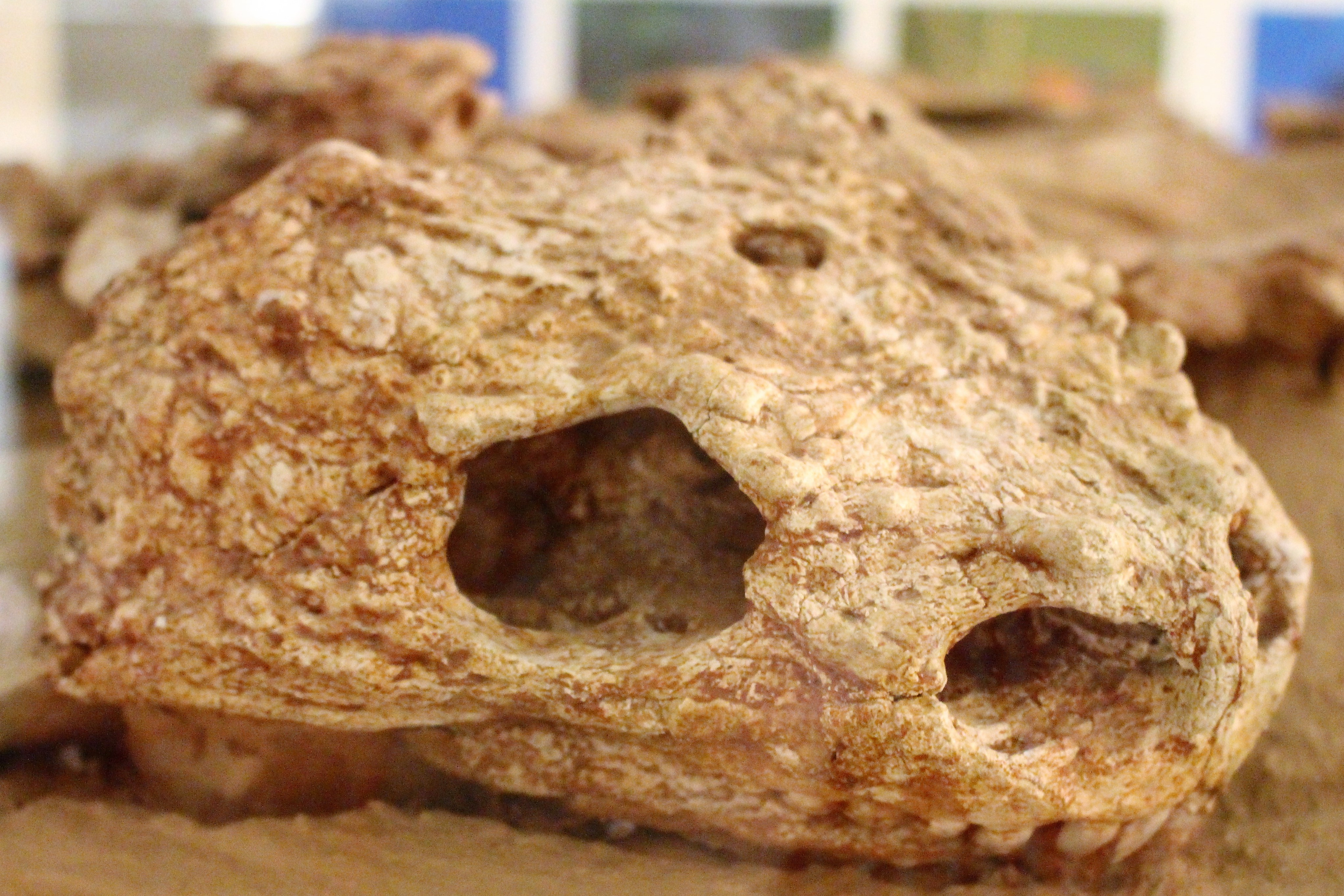
Een schedel

De naamgeving werd gecompliceerd doordat Hartman-Weinberg in 1933 ook een Anthodon rossicus benoemde gebaseerd op specimen PIN 2212/2. Hieraan werden twee skeletten en vier schedels toegewezen. Deze soort werd hernoemd tot een Scutosaurus rossicus. Later werd begrepen dat dit een jonger synoniem was van Deltavjatia.

## Beschrijving
Deltavjatia had een groot lichaam van ongeveer honderdvijftig centimeter lang. Deltavjatia was een herbivoor en leefde in wat nu Rusland is. Er zijn talloze, grotendeels complete skeletten gevonden, waarvan vele zo goed bewaard zijn gebleven vanwege de slibrijke, anaërobe omgeving van de Kotelnich-afzettingen dat er gefossiliseerde witte bloedcellen in kunnen worden onderscheiden. Analyses van de bothistologie van Deltavjatia laten zien dat ze zeer snel groeiden tijdens de vroege stadia van hun ontogenie, maar dat hun groeisnelheid drastisch vertraagde zodra ze ongeveer de helft van hun volledige lichaamsgrootte bereikten.

## Fylogenie
Deltavjatia werd geplaatst als een subtaxon van Pareiasauridae door M.S.Y. Lee in 1997.